# Maurice J. Tobin

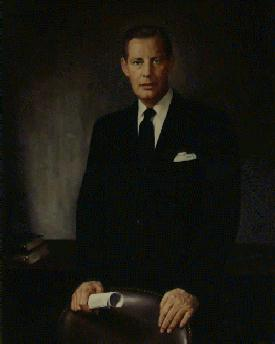
Maurice J. Tobin (Porträt von C.J. Fox)

Maurice Joseph Tobin (* 22. Mai 1901 in Roxbury, Massachusetts; † 19. Juli 1953 in Scituate, Massachusetts) war ein US-amerikanischer Politiker (Demokratische Partei), zwischen 1948 und 1953 unter Präsident Harry S. Truman 6. Arbeitsminister der Vereinigten Staaten und zuvor zwischen 1945 und 1947 der 56. Gouverneur von Massachusetts.

## Werdegang
Maurice Joseph Tobin wurde 1901 in Roxbury, einem Stadtteil von Boston, geboren und wuchs dort auch auf. Am Boston College studierte Tobin einige Semester Jura, allerdings schloss er sein Studium nie ab. Tobin ging verschiedenen beruflichen Tätigkeiten nach, so arbeitete er kurzzeitig bei einer Lederfirma, sowie bei der New England Telephone and Telegraph Company. Seine politische Karriere begann als er im Jahr 1927 ins Repräsentantenhaus von Massachusetts gewählt wurde. 1937 setzte sich Tobin gegen seinen Konkurrenten James Michael Curley um das Amt als Bürgermeister von Boston durch. Ab dem 2. Januar 1945 war Tobin Gouverneur von Massachusetts, er diente fast genau zwei Jahre, bis zum 2. Januar 1947. Seit dem 13. August 1948 gehörte Tobin dem Kabinett von Harry S. Truman an und diente bis zum 20. Januar 1953 als Arbeitsminister der Vereinigten Staaten.

## Würdigungen

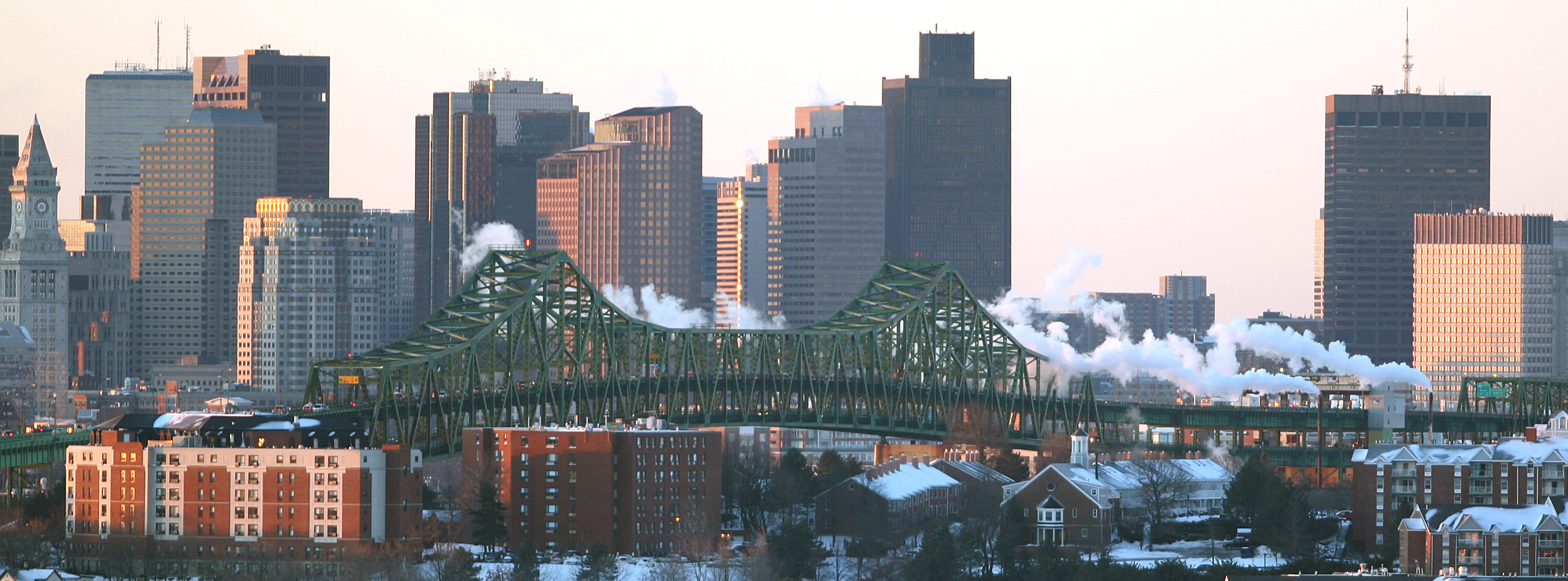
Maurice-J.-Tobin-Memorial-Bridge in Everett, Massachusetts

In Massachusetts sind eine Grundschule sowie die Brücke Maurice J. Tobin Memorial Bridge nach dem Politiker benannt.